# Cymodusa shiva
Cymodusa shiva är en stekelart som beskrevs av Gupta 1974. Cymodusa shiva ingår i släktet Cymodusa och familjen brokparasitsteklar. Inga underarter finns listade i Catalogue of Life.